# 楊詔
楊詔（？—937年），一作杨明，和村（今云南省大理白族自治州宾川县）人，大义宁末代皇帝。
据《南诏野史》称，其母弥录，容貌美丽，与南诏骠信（国君）隆舜私通，怀孕后，嫁给杨姓渔夫，生杨干贞和杨诏。
929年，东川节度使杨干贞废大天兴骠信（国君）赵善政自立，建大义宁，改元兴圣。
930年，楊干貞被其弟杨诏所篡，杨诏得位后，改元大明。
杨诏在位时，励精图治，除旧布新，但又贪虐无道，猜忌嗜杀。
937年，海通节度使段思平率滇东三十七部起兵举事，杨诏兵败自杀，杨干贞弃城而逃，为段思平军所擒，段思平建大理国。